# Kozlov (Havlíčkův Brod)
Kozlov é uma comuna checa localizada na região de Vysočina, distrito de Havlíčkův Brod.